# Praia do Pacheco
Pacheco é uma praia localizada no município de Caucaia, no estado do Ceará. Situada a poucos minutos da capital Fortaleza, a tão requisitada Praia do Pacheco é uma boa opção para curtir o turismo da cidade.
Existem diversas casas de veraneio, sendo algumas debruçadas ao mar e o lugar não possui estrutura turística local. Faixa de areia bem estreita e com muro de pedras fazendo a divisão e proteção da praia e casas locais.
As boas ondas da Praia do Pacheco também atraem surfistas. Entre julho e novembro, os ventos sopram mais forte, mas as águas permanecem com temperatura propícia para a prática de windsurf.